# АЭС Кристал Ривер
АЭС Кристал Ривер (англ. Crystal River 3 Nuclear Power Plant) — закрытая атомная электростанция на юго-востоке США.  
Станция расположена на берегу Мексиканского залива в округе Ситрус штата Флорида.
Строительство Кристал Ривер началось в 1968 году, а в 1977 реактор был запущен и проработал вплоть до 2013 года. Единственный реактор станции относится к типу PWR и имеет мощность 890 МВт.
Официально атомная электростанция именуется Кристал Ривер-3, так как находится на одной площадке с еще четырьмя тепловыми станциями и строилась третьей по счету.
В октябре 2009 года на станции были обнаружены трещины в бетоне герметичной оболочки реактора. Причиной стали работы по замене парогенератора, которые должны были увеличить мощность реактора АЭС на 20%. Работы по замене парогенератора силами сотрудников АЭС обошлись в 15 миллионов долларов, что, по мнению руководства АЭС, позволяло сэкономить существенные суммы.
На ремонт герметичной оболочки было потрачено 150 миллионов долларов. Также, 290 миллионов долларов ушли на закупку электроэнергии для потребителей в период простоя станции. После проведения ремонта в 2011 году были обнаружены новые повреждения. 5 февраля 2013 года руководство приняло решение окончательно закрыть станцию.

## Информация об энергоблоках
| Энергоблок      | Тип реакторов     | Мощность | Мощность | Начало строительства | Физпуск    | Подключение к сети | Ввод в эксплуатацию | Закрытие   |
| Энергоблок      | Тип реакторов     | Чистый   | Брутто   | Начало строительства | Физпуск    | Подключение к сети | Ввод в эксплуатацию | Закрытие   |
| --------------- | ----------------- | -------- | -------- | -------------------- | ---------- | ------------------ | ------------------- | ---------- |
| Кристал Ривер-3 | PWR, B&W (L-loop) | 860 МВт  | 890 МВт  | 25.09.1968           | 14.01.1977 | 30.01.1977         | 13.03.1977          | 05.02.2013 |